# Ел Тепегвахе (Агилиља)
Ел Тепегвахе (шп. El Tepeguaje) насеље је у Мексику у савезној држави Мичоакан у општини Агилиља. Насеље се налази на надморској висини од 1080 м.

## Становништво
Према подацима из 2005. године у насељу је живело 6 становника.

### Хронологија
| Година       | 2000         | 2005 |
| ------------ | ------------ | ---- |
| Становништво | 25 (12 / 13) | 6    |

### Попис
| # | Индикатор                        | Вредност |
| - | -------------------------------- | -------- |
| 1 | Укупно појединачних домаћинстава | 1        |